# Partito Nazionale Contadino
Il Partito Nazionale dei Contadini (in romeno: Partidul Naţional Ţărănesc - PNT) è stato un partito politico fondato in Romania nel 1926 dalla fusione di due distinti soggetti politici:
- il Partito Nazionale Romeno (Partidul Naţional Român) della Transilvania;
- il Partito Contadino (Partidul Ţărănesc).

Rimase al potere nel lustro 1928-1933, costituendo un'alternativa al Partito Nazionale Liberale, ma fu costretto a sciogliersi temporaneamente durante il periodo della dittatura di destra tra il 1938 e il 1944. Con l'ascesa al potere dei comunisti, nel 1947, il partito si sciolse definitivamente.
Il PNT era un partito sincretico attivo principalmente in Transilvania, che combinava elementi populisti ed agrarî, e fortemente impegnato nella tutela ed espansione della democrazia in Romania. Inoltre rappresentò negli anni '20 gli interessi delle minoranze ebraica e tedesca nel paese. Diversi suoi dirigenti, compreso il leader storico Iuliu Maniu, erano cattolici orientali.
Durante il periodo interbellico il PNT si scontrò tanto coi nazional-liberali, che gli erano ideologicamente affini, ma rappresentavano i notabili della Romania pre-bellica, quanto con l'estrema destra para-fascista ed antisemita (Guardia di Ferro e Partito Nazionale Cristiano) radicata nel mondo contadino e legata alla Chiesa ortodossa rumena.
Il Partito Nazionale Contadino Cristiano Democratico, fondato nel 1990, si presenta come il prosecutore di tale soggetto politico.

## Risultati elettorali
| Elezione | Voti           | %    | Camera    | Senato         |
| -------- | -------------- | ---- | --------- | -------------- |
| 1926     | 727.202        | 28,4 | 69 / 387  | 8 / 115        |
| 1927     | 610.149        | 22,5 | 54 / 387  | 17 / 113       |
| 1928     | 2.208.922      | 79,2 | 326 / 387 | 105 / 113      |
| 1931     | 438.747        | 15,4 | 30 / 387  | 1 / 113        |
| 1932     | 1.203.700      | 41,5 | 274 / 387 | 104 / 113      |
| 1933     | 414.685        | 14,2 | 29 / 387  | 0 / 108        |
| 1937     | 626.612        | 20,7 | 86 / 387  | 10 / 113       |
| 1939     | Messo al bando | -    | 0 / 258   | 0 / 88         |
| 1946     | 881.304        | 12,9 | 33 / 414  | Senato abolito |